# ...Baby One More Time
...Baby One More Time es el primer álbum de estudio de la cantante estadounidense Britney Spears, publicado el 12 de enero de 1999 por el sello discográfico Jive Records. Ello, cuando la cantante se encontraba en plena adolescencia, con 17 años de edad, lo que la llevaría a ser una de las responsables de la revitalización que experimentó el pop adolescente en la industria de la música a finales de los años 1990, tal y como había ocurrido una década atrás.
Al respecto, buena parte de ...Baby One More Time fue respaldada por dos compositores y productores que, poco a poco, habían ido cobrando prestigio en la industria, durante la segunda mitad de la década de 1990. Esto, por sus trabajos con artistas populares, como la banda Backstreet Boys. Ellos fueron el estadounidense Eric Foster White, con quien la cantante grabó la mayoría de las canciones del álbum en la ciudad de Nueva York, y el sueco Max Martin, quien desde entonces se volvería una figura clave en los inicios de la carrera de Spears.
Tras su lanzamiento, el álbum recibió reseñas mixtas de los críticos de música, pero fue un éxito comercial. Llegó a los cinco primeros lugares en las listas musicales de varios países, mientras que alcanzó el número uno en Estados Unidos y Canadá. También recibió varias certificaciones alrededor del mundo, incluyendo la certificación de 14 discos de platino por la Recording Industry Association of America (RIAA) por distribuir más de 14 millones de copias en Estados Unidos. ...Baby One More Time ha vendido alrededor de 30 millones de copias en el mundo, por lo que se convirtió en uno de los álbumes más vendidos de todos los tiempos. Asimismo se convirtió en el álbum debut con mayores ventas para un artista solista, en el más vendido por una solista adolescente y en el más vendido de Spears en su carrera musical.
Cinco sencillos fueron lanzados del álbum. El primero, «...Baby One More Time» se convirtió en un éxito mundial, encabezando todas las listas musicales en las que apareció, y es uno de los sencillos más vendidos de todos los tiempos, vendiendo más de diez millones de copias. El álbum fue promocionado con apariciones en televisión en vivo y con la gira ...Baby One More Time Tour en 1999, con una segunda etapa titulada Crazy 2K Tour en 2000. Spears afirmó que no fue capaz de explorar su habilidad vocal en el álbum. Este álbum estableció la imagen de Spears como icono de la cultura pop mundial y lanzó su carrera. La cantante obtuvo dos nominaciones a los Premios Grammy a mejor interpretación vocal pop femenina por el sencillo «...Baby One More Time» y mejor artista nuevo en la 42.ª entrega anual en 2000.

## Antecedentes
A principios de los años 90, la industria de la música experimentó un cambio radical en el estilo de música escuchada por la mayoría. Ello, luego de que la música pop que había predominado en los últimos años en la industria, impulsada en su mayoría por artistas adolescentes, experimentara una considerable decadencia como consecuencia de una acotada demanda por parte de la audiencia. Todo, producto del apogeo que entonces experimentaron las nuevas vertientes turbulentas del rock and roll, el que durante la primera mitad de los años 90 se alzó como el género musical más escuchado por las grandes masas. Pese a ello, el pop adolescente no murió y, en cierto modo, pasó a la clandestinidad, para mantenerse por un tiempo al margen de la cultura popular.

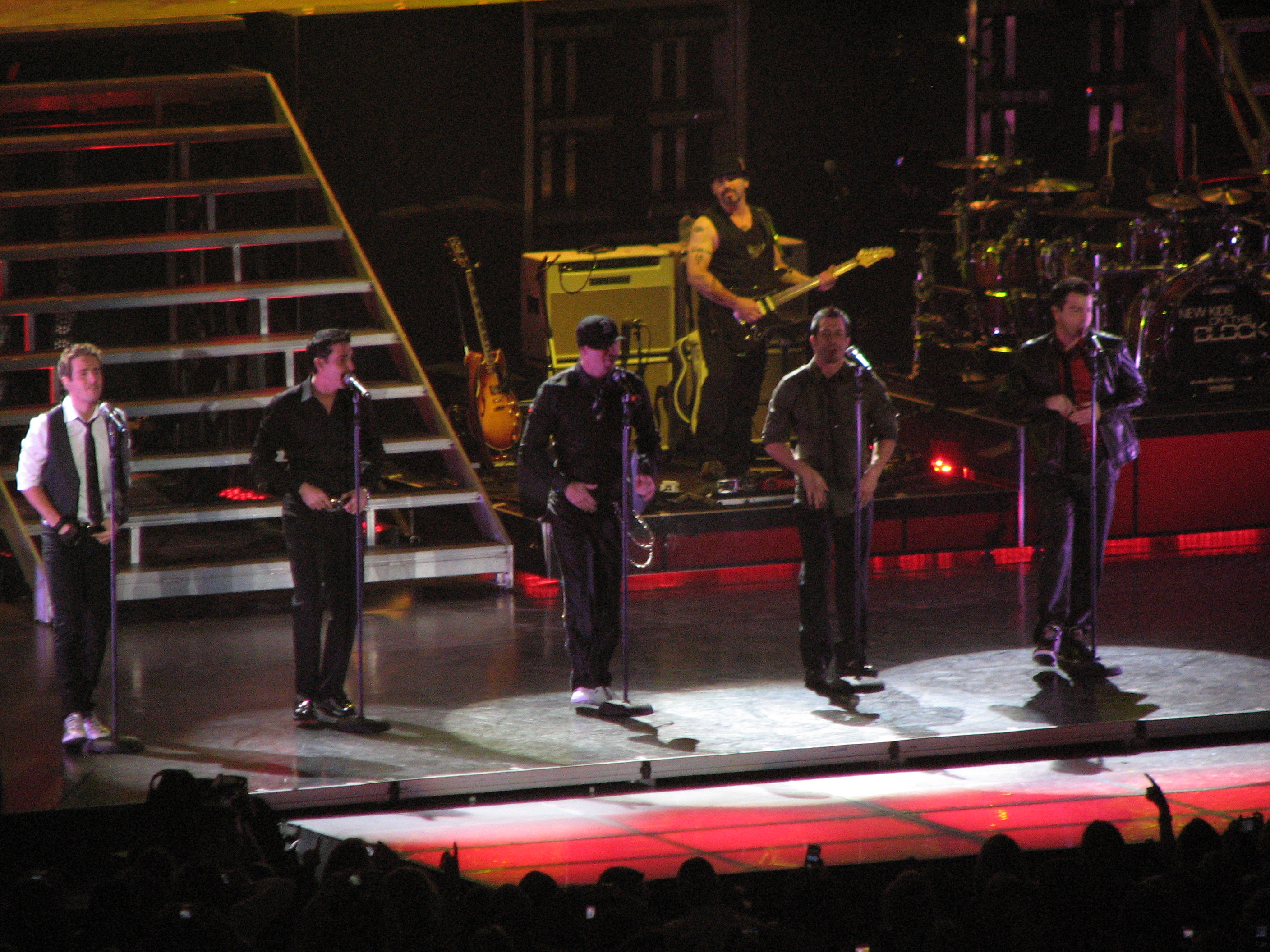
Similar a como lo habían sido los New Kids on the Block (fotografía) en los años 80, a finales de los 90, Britney Spears fue una de las responsables de la revitalización del pop adolescente en la industria de la música.

Uno de los grandes responsables de que el pop adolescente continuara estando latente, fue el programa estadounidense The New Mickey Mouse Club, un formato nuevo del antiguo programa Mickey Mouse Club, el que había sido emitido y reeditado, en varias oportunidades, entre los años 1955 y 1959. Aunque The New Mickey Mouse Club generó una pequeña cantidad de seguidores, tras comenzar a ser emitido por el canal privado Disney Channel en el año 1986, su rol más importante fue proporcionar una plataforma para las carreras musicales de la gran mayoría de los integrantes de su elenco, incluyendo a Justin Timberlake y JC Chasez, quienes fueron miembros de la exitosa y ahora disuelta banda de chicos 'N Sync, y a Christina Aguilera y a la propia Britney Spears, quien formó parte de él entre los años 1993 y 1994. Todos ellos saltaron a la fama hacia finales de los años 90, justo cuando se encontraban al borde de la adolescencia. Fue entonces cuando sus álbumes debuts asolaron los rankings de ventas y revitalizaron el pop adolescente.
Por su parte, Spears había comenzado a actuar como cantante y bailarina a una edad temprana. Con una imagen televisada en Estados Unidos, dado a su participación en el programa buscatalentos Star Search, en un primer intento, ella había audicionado para The New Mickey Mouse Club a los 8 años de edad. Aunque entonces los productores de este la rechazaron por ser demasiado joven, uno de ellos se interesó en ella y se la presentó a un agente en Nueva York. Tras ello, Britney Spears pasó los tres años siguientes estudiando en el Professional Performing Arts School y, además, apareció en varios comerciales de televisión y en una obra de teatro de Broadway. Una vez cumplidos los 11 años de edad, la joven promesa volvió a audicionar para The New Mickey Mouse Club; fue entonces cuando fue seleccionada en el programa. No obstante, este fue cancelado cuando ella se encontraba en su segunda temporada, lo que a los 15 años de edad, la llevó de regreso a Nueva York. Una vez allí, Spears se dedicó a audicionar para bandas de pop y a grabar demos, uno de los cuales, finalmente, consiguió un acuerdo con el sello discográfico Jive Records.
En junio de 1997, Spears estaba en conversaciones con el mánager Lou Pearlman para unirse a un grupo de teen pop femenino llamado, Innosense. Lynne, su madre, le preguntó a un amigo de la familia y abogado del mundo del entretenimiento Larry Rudolph por su opinión y presentó una cinta de Spears cantando en una canción karaoke de Whitney Houston, junto con algunas fotos. Rudolph decidió que quería que audicionara para las discográficas, por lo que necesitaba una demo profesional. Él envió a Spears una canción no utilizada de Toni Braxton que ensayó durante una semana y grabó su voz en un estudio con un ingeniero de sonido. Spears viajó a Nueva York con la demo y se reunió con ejecutivos de cuatro discográficas, volviendo a Kentwood el mismo día. Tres de las discográficas la rechazaron, argumentando que el público quería bandas de pop como los Backstreet Boys y las Spice Girls, y "no iba a ser otra Madonna, otra Debbie Gibson, u otra Tiffany". Dos semanas más tarde, los ejecutivos de Jive Records le devolvieron la llamada a Rudolph. El vicepresidente de A&R, Jeff Fenster señaló sobre la audición de Spears: "Es muy raro escuchar a alguien de esa edad que pueda entregar el contenido emocional y el atractivo comercial. [... ] Para cualquier artista, la motivación —el 'ojo del tigre'— es extremadamente importante. Y Britney tiene eso". Empezó a trabajar con el productor Eric Foster White durante un mes, quien dijo formó su voz "más baja y menos popera", sin lugar a dudas es Britney". Después de escuchar el material grabado, el presidente Clive Calder, ordenó un álbum completo. Spears había previsto originalmente música como la de Sheryl Crow, un adult contemporary más joven, pero se sentía bien con su cita con el sello de los productores, puesto que "tenía más sentido irme hacia el pop, porque puedo bailar con ella, es más yo". Voló a los Cheiron Studios en Estocolmo, Suecia, donde se registró parte de la mitad del álbum, de marzo a abril de 1998, con los productores Max Martin, Denniz Pop y Rami, entre otros.
Antes de grabar su álbum debut, Spears se había imaginado a sí misma cantando «música de Sheryl Crow, pero más joven». Sin embargo, aprobó la selección de compositores y productores que le hizo Jive Records, y señaló: «Tenía más sentido hacer pop, porque puedo bailarlo. Es más yo».

## Composición
Spears había previsto originalmente «música de Sheryl Crow, pero más joven y más adult contemporary», pero se sentía bien con los productores de su discográfica, ya que «tenía más sentido ir pop, porque puedo bailarlo, es más de mí». El álbum abre con el primer sencillo «...Baby One More Time», una canción teen pop y dance pop que comienza con un motivo de tres notas en el rango bajo del piano. La introducción fue comparada con muchas otras canciones, como «We Will Rock You» (1977), «Start Me Up» (1981) y el tema musical de la película Jaws, debido al hecho de que la pista «se hace presente en exactamente un segundo». Según la revista Blender, «"...Baby One More Time" está compuesta por "líneas de guitarra wah wah y palmadas bajo de una máquina ECG"». Claudia Mitchell y Jacqueline Reid-Walsh, autoras de Girl Culture: Studying girl culture: a reading's guide (2008), observaron que la letra de la canción «era un gesto hacia [Spears] anhelando el regreso de un exnovio». La siguiente canción y tercer sencillo, «(You Drive Me) Crazy», se ejecuta a través de un ritmo dance moderadamente lento, y tiene una melodía R&B, mezclada con instrumentos sintetizados. La tercera pista y el segundo sencillo, «Sometimes», es una balada, que Spears comienza con «You tell me you're in love with me. That you can't take your pretty eyes away from me. It's not that I don't wanna stay. But every time you come too close I move away». —Me dices que estás enamorado de mí. Que no puedes apartar tus ojos bonitos de mí. No es que yo no quiera quedarme. Pero cada vez que te acercas demasiado, me alejo—. Stephen Thomas Erlewine de AllMusic señaló que la canción tiene «un hook pegadizo y melodía entrañable, con un ritmo que se asemeja al eurodance».
La cuarta pista de ...Baby One More Time es «Soda Pop», una canción que atrae influencias de bubblegum pop y dancehall, y cuenta con respaldos vocales del coescritor Mikey Bassie. La voz de Spears en la quinta pista y cuarto sencillo, «Born to Make You Happy», abarca más de una octava. Sus letras aluden a una relación que una mujer desea reparar, sin entender lo que salió mal, como ella se da cuenta de que «I don't know how to live without your love. I was born to make you happy» —No sé como vivir sin tu amor. Nací para hacerte feliz. La sexta pista y último sencillo, «From the Bottom of My Broken Heart», es una balada teen pop sentimental de ritmo lento. «I Will Be There» cuenta con un riff de guitarra similar a «Torn» (1997) de Natalie Imbruglia, con un «coro entusiasta acerca de estar junto a su hombre (o un mejor amigo o una mascota de la casa)», como fue señalado por Kyle Anderson de MTV. La décima canción, «E-Mail My Heart», es una balada de piano sensible donde Spears canta: «E-mail me back. And say our love will stay alive». —Envíame un mensaje de vuelta. Y di que nuestro amor se quedará con vida.— La versión del sencillo de 1967, «The Beat Goes On», de Sonny & Cher, está influenciada por el bossa nova y trip hop, y cuenta con un sonido similar a temas de películas de espías.

## Recepción

### Crítica
El editor estadounidense Stephen Thomas Erlewine, del portal web Allmusic, sostuvo que ...Baby One More Time tiene la misma mezcla de baladas infecciosas, de dance-pop y de rap-suave que, hacia finales de la década de 1980, impulsó al éxito a la banda de chicos New Kids on the Block y a la cantante Debbie Gibson. Ello lo atribuyó, en gran parte, al respaldo del productor sueco Max Martin, quien para entonces solo era reconocido por sus producciones para los Backstreet Boys. Al respecto, el editor sostuvo que Max Martín poseía un don para crear ganchos pegadizos, melodías entrañables y ritmos euro-dance atractivos, lo que había quedado plenamente plasmado en "...Baby One More Time". Características homólogas atribuyó a "Sometimes", "(You Drive Me) Crazy" y "Soda Pop", a la que también describió como una canción bubblegum-ragga «totalmente deliciosa». Paralelamente, señaló que, al igual que muchos álbumes de estudio de pop adolescente, ...Baby One More Time tiene bien elaborada su parte de relleno, más que, pese a ello, sus sencillos y el carisma de Britney Spears, hacen resaltar en grande su parte principal; por lo que lo clasificó con 4 de 5 estrellas.
Una clasificación muy distante a la anterior, fue la que ...Baby One More Time recibió por parte del editor Barry Walters, de la revista estadounidense Rolling Stone, quien solo le clasificó con 2 de 5 estrellas. Ello, tras señalar que sus baladas evocan «lo peor» de Debbie Gibson; situación que, sostuvo, incluso se presenta cuando Britney Spears «imita» los gestos de la cantante de rhythm and blues Mariah Carey. Aunque Barry Walters catalogó, despectivamente, a canciones como "E-Mail My Heart" como «spam puro», el editor también sostuvo que ...Baby One More Time contiene varios atascos de funk con ganchos fornidos, diseñados para niños y adolescentes. Además de ello, elogió a su canción principal, "...Baby One More Time", y sostuvo que en esta última Britney Spears recuerda los «días de gloria» de la cantante británica Samantha Fox, quien en el año 1986, inició su carrera musical con solo 19 años de edad, inmersa en letras relacionadas con la sexualidad.

### Comercial
...Baby One More Time fue un rotundo éxito comercial. En América Anglosajona este debutó, directamente, en la cima de los rankings semanales de ventas de álbumes de Canadá y los Estados Unidos; ambos elaborados y publicados por la revista estadounidense Billboard, de acuerdo al sistema de información Nielsen SoundScan. Por su parte, en Canadá, este permaneció como un sólido éxito n.º 1 en ventas durante nueve semanas del año 1999, lo que, en el mismo año, le llevó a recibir la exclusiva certificación de Diamante de la asociación CRIA, a modo de acreditación de ventas legales récords de 1 millón de copias en el país. Todo ello, gracias al considerable éxito que alcanzó su primer sencillo, "...Baby One More Time", en ambos países, a principios del año 1999; éxito que, de manera posterior, también abarcó al resto de América y a los países de los otros continentes, respaldado con ello las ventas del álbum en dichas regiones. Una de estas regiones fue América Latina, donde ...Baby One More Time fue certificado por sus elevadas ventas, por los asociaciones musicales de Argentina, Brasil y, de manera especial, México, país en el que la AMPROFON le certificó de doble Multi-Platino en el año 2000, por cuantiosas ventas legales de 300 mil copias. En 2017, 2 500 copias del álbum fueron publicadas en formato de vinilo por primera vez, las cuales se vendieron en menos de dos horas en Estados Unidos.

En Europa ...Baby One More Time fue certificado de cuádruple Multi-Platino por la IFPI, a modo de acreditación de elevadas ventas legales de 8 millones de copias.

De manera paralela, en Europa ...Baby One More Time ascendió, rápidamente, en los rankings semanales de ventas de álbumes del continente y se mantuvo, por cuantiosas semanas, entre los diez álbumes más vendidos en casi todos los países europeos, incluyendo a Alemania, Austria, las regiones de Flandes y Valonia de Bélgica, Francia, Noruega, los Países Bajos, el Reino Unido, Suecia y Suiza, donde se convirtió en un éxito n.º 1 en ventas durantes tres semanas del año 1999. Sus elevadas ventas condujeron a que este recibiera numerosas certificaciones por parte de las asociaciones musicales europeas, siendo tres las principales de ellas: cuádruple Multi-Platino de la BPI, por cuantiosas ventas legales de 1,21 millones copias en el Reino Unido; triple Oro de la IFPI Germany, por ventas de 750 mil copias en Alemania; y doble Multi-Platino de la SNEP, por elevadas ventas de 600 mil copias en Francia. En conjunto, sus ventas legales en Europa ascendieron a más de 4,59 millones de copias, lo que le llevó a ser certificado de cuádruple Multi-Platino por la IFPI, en el año 2000, a modo de acreditación de 4 millones de ellas. Todo le alzó como el álbum de mayor éxito comercial de Britney Spears en el continente. Además fue el sexto álbum más vendido en Europa durante 1999.
Similar a lo ocurrido en América Anglosajona, en Oceanía ...Baby One More Time debutó con fuerza en los principales rankings semanales de ventas de álbumes de los países del continente. Ello quedó de manifiesto en Nueva Zelanda, donde debutó como un éxito n.º 3 en ventas, tras haber sido superado solo por los álbumes de estudio Come on Over, de la cantante canadiense Shania Twain, y Talk on Corners, de la banda irlandesa The Corrs, respectivamente. De manera paralela, en Australia, el mercado de música más grande del continente, ...Baby One More Time se convirtió en un éxito n.º 2 en ventas. Ello, en parte, gracias al éxito local de su segundo sencillo, "Sometimes", y luego de que solo la banda sonora de la serie Dawson's Creek le impidiera ser un smash n.º 1. Con la consolidación de sus ventas, ...Baby One More Time se alzó como el 7.º álbum más vendido en el año 1999 en Australia. Tras ello, en el año 2000, este fue certificado de cuádruple Multi-Platino por la asociación ARIA, lo que acreditó elevadas ventas legales de 280 mil copias en el país. Con todo, ...Baby One More Time es, hasta hoy en día, el álbum de mayor éxito comercial de Britney Spears en Oceanía.
Estados Unidos
En Estados Unidos, el mercado de música más grande a nivel mundial, la semana del 30 de enero de 1999, ...Baby One More Time debutó, directamente, en la posición n.º 1 de la Billboard 200. Ello, tras vender 120.500 copias en su primera semana en el país y tras desbancar de dicha posición a Flesh of My Flesh, Blood of My Blood del rapero DMX, el que había permanecido las últimas cuatro semanas consecutivas en ella. Paralelamente, dicha semana "...Baby One More Time" ascendió a la posición n.º 1 de la Billboard Hot 100. Con ello Britney Spears registró la primera instancia, desde que el dúo Kris Kross lo hizo en el año 1992, en la que un artista nuevo conquistó, simultáneamente con su sencillo y su álbum debut, la cima de los dos rankings musicales más importantes de Estados Unidos.

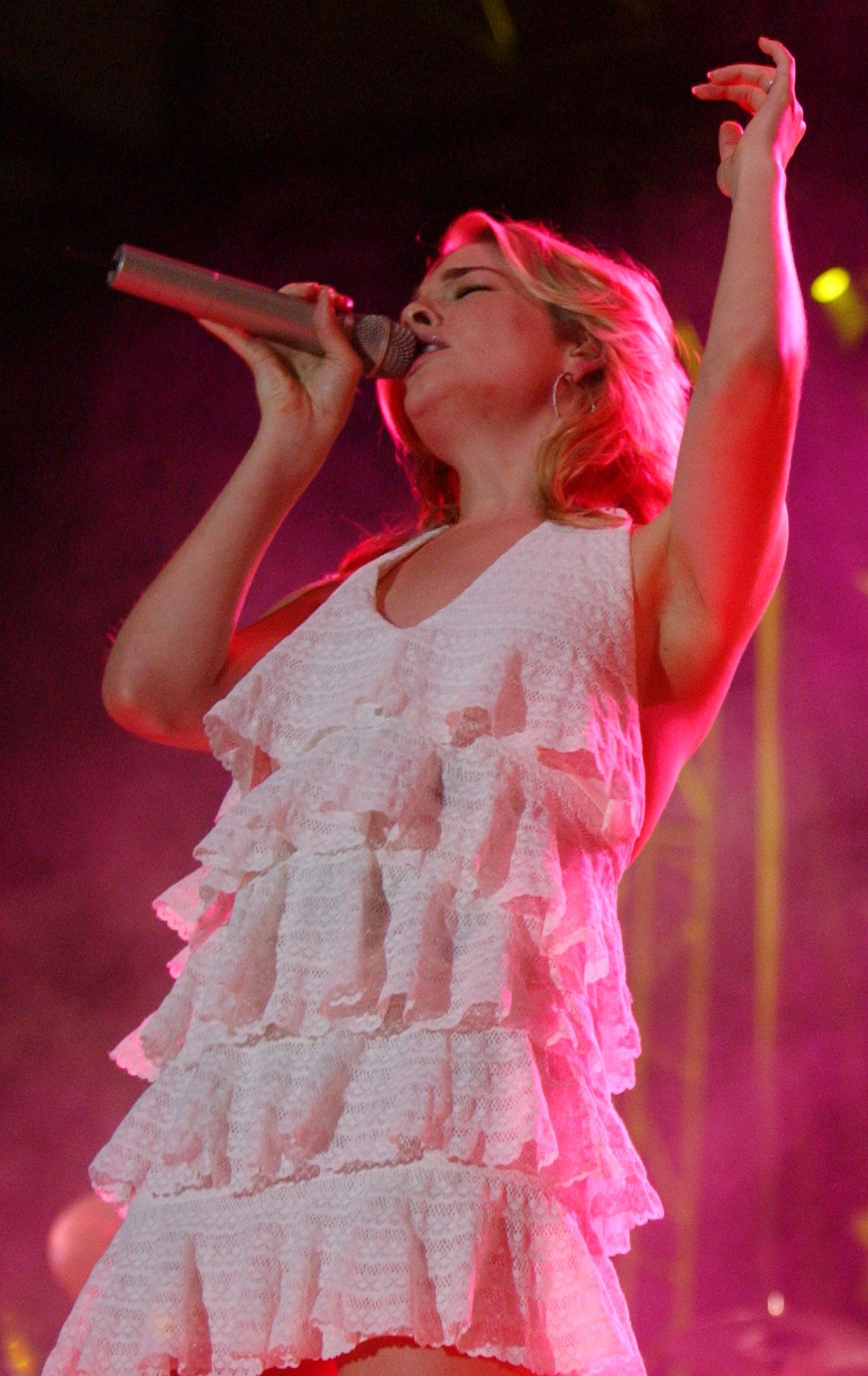
...Baby One More Time se alzó como el álbum de estudio de una cantante adolescente más vendido en la historia de la industria musical de Estados Unidos. Ello, tras arrebatarle dicho honor a Blue de LeAnn Rimes.

Por su parte, dicha semana el álbum debut homónimo de los 'N Sync incrementó sus ventas en el país. Todo llevó a los especialistas a sostener que a menudo existía una naturaleza cíclica en el negocio de la música, pues el exitoso debut de Britney Spears y el incremento en ventas que experimentaron los álbumes de las bandas de chicos 'N Sync y Backstreet Boys, reflejaron la onda teen pop de la década anterior. Todo, dado al apogeo comercial que, entre los años 1988 y 1989, alcanzaron artistas locales, como las entonces jóvenes cantantes Tiffany y Debbie Gibson, y la banda de chicos New Kids on the Block. Al respecto, especificaron que, de hecho, el debut de Britney Spears con ...Baby One More Time en el Billboard 200, fue realizado exactamente once años con una semana después desde que Tiffany lo hizo con su álbum debut homónimo.
Pese a que, a la semana siguiente, su entonces único sencillo permaneció firme en la posición n.º 1 del Billboard Hot 100, el debut de Made Man, del rapero Silkk the Shocker, forzó a ...Baby One More Time a ceder la posición n.º 1 del Billboard 200. No obstante, una semana después, este le arrebató dicha posición a Chyna Doll de Foxy Brown y permanenció en ella durante dos semanas más. Tras ello, el debut de Fanmail, el tercer álbum de estudio de la banda femenina TLC, fue el que le forzó a ceder la posición n.º 1 del Billboard 200. Dado que Fanmail fue durante sus cuatro primeras semanas el álbum más vendido en Estados Unidos, la semana del 10 de abril de 1999, ...Baby One More Time se las arregló para desbancarle, ascender y permanecer la semana siguiente en la posición n.º 1 del Billboard 200, impidiéndole ocupar dicha posición a The Slim Shady LP, el segundo álbum de estudio del rapero Eminem. Esto último, impulsado por la aparición de la cantante en la portada de la revista Rolling Stone y por un fin de semana largo en el país.
Posteriormente, la semana del 24 de abril de 1999 el debut de I Am..., del rapero Nas, le forzó a ceder la posición n.º 1 del Billboard 200. Pese a que, desde entonces, ...Baby One More Time no volvió a ocupar dicha posición, en los meses siguientes este se convirtió, rápidamente, en el álbum de estudio más vendido por una cantante adolescente en la historia de la industria musical de Estados Unidos. Ello, tras superar a Blue, el álbum de estudio debut de la cantante LeAnn Rimes, el que tras haber sido lanzado en el año 1996, para entonces había vendido 5 millones de copias en el país. En suma, ...Baby One More Time permaneció durante seis semanas en la posición n.º 1 del Billboard 200, la estadía más larga en dicha posición desde que la banda sonora de la película Titanic permaneció dieciséis semanas en ella, durante la primera mitad del año 1998. Si bien Britney Spears volvería a ocupar dicha posición con cinco de sus seis siguientes álbumes de estudio: Oops!... I Did It Again, Britney, In the Zone, Circus y Femme Fatale; ello solo sería por una semana cada uno: las semanas de sus respectivos debuts. Con todo, ...Baby One More Time permaneció durante 50 semanas récords en el top 10 del Billboard 200, logro que, en el marco de álbumes de estudio debuts de cantantes femeninas, para entonces solo era superado por el de Forever Your Girl, de Paula Abdul, el que permaneció durante 64 semanas en el top 10 del Billboard 200, desde que fue lanzado en el año 1988.
En ciento seis semanas alcanzó los dos millones de copias vendidas en el país, cifra que alcanzó en la edición del 21 de enero de 2001 del Billboard 200. Con todo, ...Baby One More Time vendió 10,6 millones de copias en Estados Unidos, siendo el decimocuarto álbum más vendido desde que Nielsen SoundScan comenzó a sondear las ventas de música en el país en 1991. No obstante, el lunes 19 de julio de 2004, ...Baby One More Time fue certificado catorce veces de Platino por la asociación RIAA, a modo de acreditación de ventas legales récords de 14 millones de copias en el país, las cuales le convirtieron en el álbum de estudio más vendido de Britney Spears en Estados Unidos y en el 81.er álbum más vendido durante toda la primera década del 2000 en el país. Cabe señalar que ...Baby One More Time también fue uno de los últimos álbumes en vender sobre un millón de copias en formato casete.

### Premios y nominaciones
A mediados de 1999, Britney Spears fue una de las artistas más nominadas a la primera edición de los premios Teen Choice Awards, en total con 6, aunque solo triunfó en la categoría de Mejor Sencillo por «...Baby One More Time». Obtuvo también 4 nominaciones a los MTV Video Music Awards de 1999, a Mejor Video Femenino, Mejor Video Pop, Mejor Coreografía y Elección del Público Extranjero, todas por «...Baby One More Time». Un año después en la siguiente edición tuvo una nominación a Mejor Video Dance por «(You Drive Me) Crazy», pero perdió frente a Jennifer López.
En el año 1999, Britney Spears se alzó con cuatro nominaciones, al igual que los Backstreet Boys, como la cantante con más nominaciones en los premios europeos MTV European Music Awards de aquel año, correspondientes a su sexta edición. Estos fueron realizados el jueves 11 de noviembre de 1999 en el Teatro Point, en Dublín. Por su parte, Britney Spears; quien compitió en las categorías Mejor artista femenina, Artista revelación, Cantante pop y Mejor canción, por «...Baby One More Time»; se alzó como la gran trinfudara de la ceremonia, tras ganar cada una de sus cuatro nominaciones.
Un acontecimiento similar ocurrió en los premios estadounidenses Billboard Awards 1999, tras superar a artistas como los Backstreet Boys y las TLC. Por su parte, las nominaciones de Britney Spears comprendieron: Artista del año, Artista femenina, Mejor artista nuevo, Artista Hot 100 sencillos, y Álbum de artista y Álbum del año, por ...Baby One More Time.
Fuera de los Estados Unidos, Britney fue nominada a los MuchMusic Video Awards de Canadá por Elección del Público y Mejor Video Internacional, ambas por el video de "...Baby One More Time", ganando en esta última categoría. También fue nominada a los Juno Awards de dicho país, en la categoría Álbum Internacional.
Paralelamente, Britney Spears también se alzó como la cantante más nominada en los American Music Awards 2000, los cuales fueron transmitidos el lunes 17 de enero de 2000, por ABC. Ello, al igual que las cantantes Whitney Houston y Shania Twain, quienes también recibieron tres nominaciones cada una. Por su parte, Britney Spears fue nominada en las categorías Artista pop/rock femenina, Álbum pop/rock, por ...Baby One More Time, y Artista pop/rock nuevo.
Spears también fue nominada a la 42.ª edición de los Premios Grammy en el 2000 en las categorías Mejor Artista Nuevo, y Mejor Interpretación Vocal Pop Femenina por «Baby One More Time», mas en esta entrega perdió ambas categorías, la primera de estas le fue arrebatada por su compañera de Disney Christina Aguilera.

## Promoción

### Sencillos

#### «...Baby One More Time»
«...Baby One More Time», la canción que dio su título al álbum, fue el primer sencillo de este. Su estreno fue realizado en las radios de Estados Unidos, el 28 de septiembre de 1998. Dado a su creciente éxito en el país, a ésta le siguieron las fechas de sus lanzamientos radiales y materiales alrededor del mundo, los cuales fueron realizados durante el primer cuatrimestre del año 1999; antecediendo por más de dos meses al lanzamiento del álbum, en Estados Unidos, y por unas pocas semanas, en el resto del mundo. Con ello, «...Baby One More Time» se convirtió en el primer sencillo de Britney Spears en países importantes de la industria musical, como los Estados Unidos y el Reino Unido, y en su primer sencillo producido por el prestigioso dúo sueco conformado por Max Martin y Rami; el que desde entonces, sobre todo el primer miembro del dúo, continuaría produciendo una gran cantidad de éxitos para la cantante.
Su video musical fue ideado por la propia Britney Spears y dirigido por el prestigioso director estadounidense Nigel Dick, quien aceptó trabajar con la cantante solo porque sintió que ella era una «gran chica» y que "...Baby One More Time" era una «gran canción». Todo, pese a que sus colegas lo cuestionaron por trabajar con una adolescente prácticamente desconocida y a no estar de acuerdo con las iniciativas de la cantante, quien a último minuto cambió el vestuario de vaquera que él le había ideado para que utilizara en el rodaje. En suma, las escenas del video musical de «...Baby One More Time» dieron a conocer a una entonces joven Britney Spears, de solo 16 años de edad, cantando y bailando como alumna de un colegio católico. Al respecto, la cantante declaró que ella solo quería hacer un video musical a través del que sus posibles seguidores se «sientieran identificados».
Por su parte, los críticos le dieron una buena recepción. De manera particular, la revista estadounidense Blender la ubicó en la posición n.º 9 de su ranking The 500 Greatest Songs Since You Were Born, tras señalar que ésta tenía una melodía pop concebida «hábilmente», en la que Britney Spears desataba un «infierno», con una «gran fuerza sexual». Paralelamente, en el año 1999 "...Baby One More Time" fue nominada a un Grammy en la categoría Mejor interpretación vocal pop femenina. No obstante, ésta perdió frente a "Genie in a Bottle" de la entonces también surgiente y joven cantante estadounidense de pop Christina Aguilera, con quien Britney Spears sería rivalizada, constantemente, por los medios. Por su parte, su video musical recibió tres nominaciones en los MTV Video Music Awards 1999: Mejor Video Femenino, Mejor Video Pop y Mejor Coreografía.
Con todo, «...Baby One More» Time asoló a la industria musical en el año 1999. En aquel año este se alzó, rápidamente, como un sólido éxito N.º 1 en los rankings radiales y de ventas de canciones y sencillos de cuantiosos países de alrededor del mundo, incluyendo a Alemania, Australia, Austria, Bélgica, Canadá, los Estados Unidos, Finlandia, Francia, Irlanda, Noruega, Nueva Zelanda, los Países Bajos, el Reino Unido, Suecia y Suiza; y, a nivel continental, Europa.

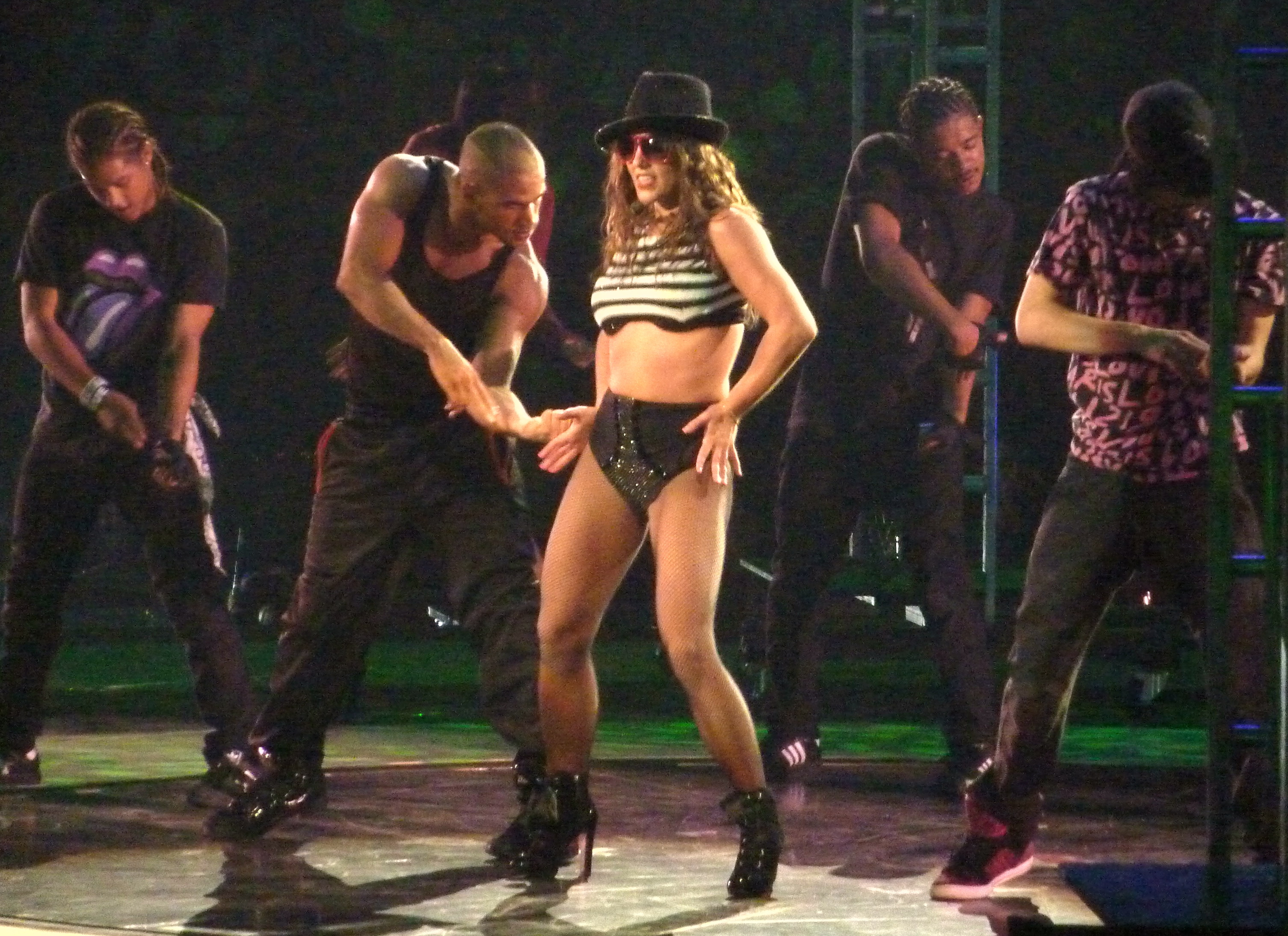
Britney Spears interpretando a «...Baby One More Time» en el año 2009, en su gira musical The Circus Starring: Britney Spears.

Por su parte, con «...Baby One More Time» Britney Spears se convirtió en la cantante más joven, y en la primera en la historia, que hizo que su sencillo debut alcanzara la cima de la Billboard Hot 100 de Estados Unidos, el principal ranking de canciones y sencillos del país. Tras todo, «...Baby One More Time» recibió cuantiosas certificaciones por sus ventas; llegando a recibir las certificaciones de doble Multi-Platino de la BPI, en el Reino Unido, y de Platino de la RIAA, en Estados Unidos, las cuales, en conjunto, acreditaron ventas récords de 2,2 millones de copias.
«...Baby One More Time» ganó un Golden Music Awards en la categoría Mejor Sencillo, una de las categorías más importantes de dicha ceremonia.

#### «Sometimes»
«Sometimes» fue el segundo sencillo de ...Baby One More Time. Sus lanzamientos alrededor del mundo fueron realizados durante el segundo trimestre del año 1999; entre tres y cinco meses después del lanzamiento del álbum. Ello, luego de que estos debieran haber sido retrasados por unas semanas, primero, debido al duradero éxito de «...Baby One More Time» y, posteriormente, porque la cantante se lesionó una rodilla mientras ensayaba la coreografía grabada para el video musical. Pese a todo, con su lanzamiento «Sometimes» se convirtió en el primer y, hasta ahora, único sencillo de Britney Spears producido por el dúo estadounidense conformado por David Krueger y Per Magnusson, y coproducido por Jörgen Elofsson.
Por su parte, al igual que el video musical de «...Baby One More Time», el video musical de «Sometimes» fue dirigido por el director estadounidense Nigel Dick. Sus escenas muestran a una virginal Britney Spears, vestida de blanco en una playa, cantando, bailando y observando a la distancia al chico que ama, quien fue interpretado por el modelo estadounidense Chad Cole. Aunque el video musical de «Sometimes» también disfrutó de un gran éxito, de acuerdo a los críticos este se hizo más conocido por «purificar» la imagen sexy de Britney Spears, introducida en el video musical de «...Baby One More Time».
Respaldado por el arrollador éxito de su antecesor, «Sometimes» disfrutó de un elevado éxito comercial, especialmente en Europa y Oceanía. Producto de ello, este se alzó como un éxito N.º 1 en la región de Flandes de Bélgica, Nueva Zelanda y los Países Bajos; y como un top 3 en el Reino Unido y, a nivel continental, Europa. Un rango un tanto mejor alcanzó en Australia, donde solo «If You Had My Love», el sencillo debut de la cantante estadounidense Jennifer López, le impidió ser un éxito n.º 1. Por su parte, en Estados Unidos este alcanzó la modesta posición N.º 21 de la Billboard Hot 100. Ello, dado a su buen, mas no sorprendente, desempeño radial en el país. En suma, entre sus variadas certificaciones, de ellas sobresalió la certificación de disco de platino que le brindó la BPI en el Reino Unido, tras vender 600 mil copias.

#### «(You Drive Me) Crazy»
«(You Drive Me) Crazy» fue el tercer sencillo de ...Baby One More Time. Sus lanzamientos radiales y materiales alrededor del mundo, fueron realizados bajo la versión The Stop Remix!, la que fue creada por los suecos productores de «...Baby One More Time», Max Martin y Rami. Su lanzamiento especial se debió a que la canción formó parte de la banda sonora de la película Drive Me Crazy, cuyo título fue sugerido por la propia Britney Spears. Dichos lanzamientos fueron realizados durante el último trimestre del año 1999; en un período en el que la entonces también joven cantante estadounidense de pop Christina Aguilera lanzaba fuera de Estados Unidos a su sencillo debut, «Genie in a Bottle». Con ello, «(You Drive Me) Crazy» se convirtió en el tercer sencillo de Britney Spears en países importantes de la industria musical, como los Estados Unidos y el Reino Unido, y como el último sencillo simultáneo de ...Baby One More Time en dichos países.
Por su parte, al igual que los videos musicales de «...Baby One More Time» y «Sometimes», el video musical de «(You Drive Me) Crazy» fue dirigido por el prestigioso director estadounidense Nigel Dick, quien en el año 2000 también dirigiría el video musical de «Oops!... I Did It Again» para la cantante. Dado que la canción formó parte de la banda sonora de Drive Me Crazy, las dos estrellas principales de la película, el actor Adrian Grenier y la actriz Melissa Joan Hart, hicieron un cameo en el video musical. Ello, pese a que, en un comienzo, Adrian Grenier se rehusó a hacerlo, en lo que representó la mayor complicación del rodaje, de acuerdo a declaraciones de su director. Por su parte, en el video musical Britney Spears fue mostrada como una camarera que, tras dejar sus labores, lidera a un grupo de chicas y chicos que bailan en un gran comedor de estilo de los años 60, con la palabra inglesa «Crazy» insertada en el muro trasero.
Con todo, «(You Drive Me) Crazy» se convirtió en un éxito n.º 1 en la región de Valonia de Bélgica; en un sólido top 5 en países como Alemania, Francia, Nueva Zelanda, el Reino Unido y Suecia; y en un contundente top 20 en Australia y Canadá. No obstante, su mayor logro comercial lo registró en Estados Unidos, donde se convirtió en el segundo éxito top 10 de Britney Spears en la Billboard Hot 100, tras alcanzar la posición n.º 6 del ranking radial Radio Songs, la más alta alcanzada, hasta ahora, por un sencillo de la cantante. Por su parte, sus ventas fueron certificadas en varios países, incluyendo a Alemania, Francia y el Reino Unido, donde la IFPI, la SNEP y la BPI, respectivamente, le certificaron de Oro y acreditaron, en conjunto, ventas legales de 900 copias. En suma, "(You Drive Me) Crazy" se convirtió en el segundo sencillo más exitoso de ...Baby One More Time.

#### «Born to Make You Happy»
«Born to Make You Happy» fue, fuera de Estados Unidos y Oceanía, el cuarto y último sencillo de ...Baby One More Time. Sus lanzamientos principales fueron realizados en Europa, durante finales de 1999 y comienzos de 2000. Con ello, «Born to Make You Happy» se convirtió en el cuarto sencillo de Britney Spears en países importantes de la industria musical, como el Reino Unido, y en su primer y, hasta ahora, único sencillo producido por el sueco Kristian Lundin.
Por su parte, su video musical fue dirigido por el estadounidense Bille Woodruff, quien en los años 2002 y 2005 dirigiría los videos musicales de «Overprotected» y «Do Somethin'» para la cantante, respectivamente. Las escenas de su línea de historia transcurren durante un sueño de la cantante. En ellas Britney Spears es mostrada cantando en una estéril sala de hielo y, posteriormente, realizando una coreografía, junto a sus bailarines, en la parte superior de una estructura futurista. Tras ello, en el mismo sueño aparece su novio en su cuarto y los dos juegan a una pelea de almohadas. Aunque este reunió a los elementos habituales de los videos musicales del año 1999, de acuerdo a los críticos, este fue el primer video musical de Britney Spears que mostró cómo los asesores de la cantante encaminaron delicadamente su carrera hacia una «línea» entre una imagen «muy sexy y segura».
Continuando con el éxito de sus tres antecesores, «Born to Make You Happy» disfrutó de un gran éxito en Europa. Después de «...Baby One More Time», en el año 2000 este se alzó como el segundo éxito n.º 1 de Britney Spears en el mercado de música más grande del continente, el Reino Unido. El mismo logro consiguió en Irlanda y casi consiguió también en Suecia y, a nivel continental, Europa, donde solo «Move Your Body», del grupo italiano Eiffel 65, le impidió ser un éxito n.º 1 en el continente. Por su parte, en el resto de los países europeos, incluyendo a Alemania, Austria, Bélgica, Finlandia, Francia, Italia, Noruega, los Países Bajos y Suiza; «Born to Make You Happy» se alzó como un sólido top 10. Tras ello, sus ventas recibieron varias certificaciones, sobresaliendo de ellas la certificación de Oro que le brindó la IFPI, en Alemania, la que acreditó elevadas ventas legales de 250 mil copias en el país.

#### «From the Bottom of My Broken Heart»
«From the Bottom of My Broken Heart» fue, en Estados Unidos y Oceanía, el cuarto y último sencillo de ...Baby One More Time. Sus lanzamientos fueron realizados durante el primer cuatrimestre del año 2000, solo unos pocos meses antes de que la cantante lanzara a «Oops!... I Did It Again», el que sería el primer sencillo de su segundo álbum de estudio. Con ello, «From the Bottom of My Broken Heart» se convirtió en el primer y, hasta ahora, único sencillo de Britney Spears escrito y producido por el estadounidense Eric Foster White.
Su video musical fue dirigido por el director estadounidense Gregory Dark, quien, al igual que Eric Foster White, trabajaría, hasta ahora, por primera y única vez con Britney Spears. Su línea de historia muestra a la cantante tras el término de una relación sentimental, lo que la lleva a recoger sus cosas, decir adiós a su madre y su hermana pequeña, y tomar un autobús para marcharse de su pequeño pueblo natal. Dado a la inocencia de sinopsis, los críticos sostuvieron que este solo retrató el cómo en sus inicios Britney Spears parecía estar atrapada entre la infancia y la adultez.
En suma, «From the Bottom of My Broken Heart» registró un éxito polar. Por un lado, en Estados Unidos este logró convertirse en un modesto éxito top 20 en la Billboard Hot 100. Ello, gracias a su considerable éxito comercial en el país, el que le llevó a ser certificado de Platino por la RIAA, a modo de acreditación de elevadas ventas materiales de 1 millón de copias; un logro que Britney Spears solo había conseguido con «...Baby One More Time» y que no volvería a conseguir en su carrera, dado al considerable decrecimiento que experimentarían las ventas materiales de sencillos. Por otro lado, en Oceanía este se convirtió en el primer fracaso comercial de la cantante, tras fallar en convertirse en un top 20 en Australia y Nueva Zelanda, y tras no conseguir certificaciones por sus ventas en dichos países.

### Presentaciones
A principios de 1998, Spears realizó varias apariciones en el The Hair Zone Mall Tour, una gira musical por centros comerciales en 1999. Spears actuó en los pequeños centros comerciales y ferias de comida alrededor de Estados Unidos, sobre todo en las grandes ciudades. Su actuación fue de alrededor de 30 minutos, y tuvo dos bailarinas con ella en el escenario. Su sello discográfico, Jive Records, ha dicho que esta gira fue creada para promover el álbum debut de Spears (... Baby One More Time) y prepararse para su primera gran gira. Este tour es también conocido como el centro comercial L'Oreal Tour, ya que fue patrocinada por L'Oréal.
Spears hizo muchas apariciones promocionales que incluyeron programas de entrevistas y presentaciones en vivo de todo el mundo para ayudar a promover el álbum. Ella apareció en el talk show alemán Wetten, dass ..? y en Top of the Pops el 25 de junio de 1999, This Morning, CD:UK & National Lottery en el Reino Unido, también visitó una variedad de programas de música japonesa llamados Hey! ¡Eh!! ¡Eh!! Music Champ en Japón para ayudar a promocionar el álbum. Actuó en el Festival del Bar en Italia.
- 11 de noviembre de 1999: MTV European Music Awards 1999, Teatro Point, Dublín, Irlanda: Medley de "...Baby One More Time" y "(You Drive Me) Crazy".[78][79]
- 8 de diciembre de 1999: Billboard Awards 1999, MGM Grand Hotel, Las Vegas, Estados Unidos: Medley de "...Baby One More Time" y "(You Drive Me) Crazy".[80][84]

### Tours
Artículo principal: ...Baby One More Time World Tour y Crazy 2K Tour
El éxito del debut de Britney Spears en los rankings musicales de Estados Unidos, inmediatamente despertó el interés de Sony Signatures, compañía con la que la cantante firmó un contrato de varios años en 1999, dándole la exclusiva atribución de licenciar su nombre y su imagen alrededor del mundo y en internet, y de crear artículos para ser vendidos durante el transcurso de sus giras musicales. Por su parte, la primera de ellas inició solo un mes después de que Britney Spears firmara dicho contrato con Sony Signatures.
En abril de 1999, se anunció que Spears estaba preparándose para dar comienzo a su ...Baby One More Time World Tour, en apoyo al álbum. A pesar de que está fuera su primera gira como solista, Spears tenía una amplia trayectoria de presentaciones en vivo . Spears había sido telonera del grupo pop 'N Sync, apareció en los programas de televisión Dawson's Creek y Sabrina the Teenage Witch. La Tommy Hilfiger patrocina la gira, y Britney sigue siendo la modelo de una campaña para la empresa.

## Curiosidades del álbum
- El nombre real del álbum y el primer sencillo homónimo iba a ser "Hit Me Baby One More Time" pero para no hacer el título ambiguo, ellos eligieron eliminar las palabras "Hit Me" y reemplazarlas por 3 puntos.

- La portada oficial del álbum no iba a ser ni la rosada para USA, ni la blanca para Europa y América Latina, sino la usada para la versión box en Taiwán. De hecho, al checar al reverso de varias ediciones del primer sencillo "...Baby One More Time" se ve esta portada.

- En el sencillo promocional para USA de «...Baby One More Time» el título para el álbum era "Britney Spears".

- La idea de elegir «(You Drive Me) Crazy» como sencillo fue improvisada. Con el lanzamiento de la película "Drive Me Crazy" se realizó la propuesta para promoción y lanzarlo como sencillo así que Jive Records mezcló la canción para hacerla más comercial.

- «Email My Heart» iba a ser el próximo sencillo exclusivo para Estados Unidos en lugar de «(You Drive Me) Crazy».

- "...Baby One More Time" es el álbum con más portadas alternativas en la carrera de Britney.

- La letra de la canción «Born To Make You Happy» fue reescrita en varias partes, ya que Britney se negó a cantar diversas partes en las que era muy explícita sexualmente hablando. La letra fue modificada y después adaptada por los autores.

- La canción bonus «You Got It All», es un cover de The Jets, titulado «You Got It All Over Him». Fue grabada para el álbum "... Baby One More Time". Incluso hay un clip de la canción disponible en los casetes promocionales de 1999.

- «Thinkin About You» fue planeado como el tercer sencillo después de «Sometimes» pero fue cancelado.

- Hay 11 portadas diferentes del álbum "...Baby One More Time" & 1 portada para el wooden box.

- Hay 7 colores diferentes para la flor usada en el disco de "...Baby One More Time".

- El sencillo «...Baby One More Time» tiene 4 portadas diferentes, «Sometimes» tiene 4 portadas diferentes y «From The Bottom Of My Broken Heart» tiene 2 portadas diferentes.

- La primera tanda del álbum "...Baby One More Time" para US tiene a «The Beat Goes On» con una duración de 5:52 ya que tiene un mensaje oculto de Britney promocionando el nuevo álbum de los Backstreet Boys. El resto de lanzamientos del álbum tiene «The Beat Goes On» con una duración de 3:43.

- "Soda Pop" formó parte de la banda sonora de la película "Pokémon: The First Movie".

## Listado de canciones
- Edición estándar

| CD    |                                          |          |  |
| N.º   | Título                                   | Duración |  |
| 1.    | «...Baby One More Time»                  | 03:31    |  |
| 2.    | «(You Drive Me) Crazy»                   | 03:18    |  |
| 3.    | «Sometimes»                              | 04:05    |  |
| 4.    | «Soda Pop»                               | 03:20    |  |
| 5.    | «Born to Make You Happy»                 | 04:03    |  |
| 6.    | «From the Bottom of My Broken Heart»     | 05:12    |  |
| 7.    | «I Will Be There»                        | 03:53    |  |
| 8.    | «I Will Still Love You» (con Don Philip) | 04:03    |  |
| 9.    | «Thinkin' About You»                     | 03:34    |  |
| 10.   | «E-Mail My Heart»                        | 03:43    |  |
| 11.   | «The Beat Goes on»                       | 03:43    |  |
| 42:20 |                                          |          |  |

- Bonus tracks

| CD    |                                                     |          |  |
| N.º   | Título                                              | Duración |  |
| 12.   | «Deep in My Heart»                                  | 03:35    |  |
| 13.   | «I'll Never Stop Loving You»                        | 03:42    |  |
| 14.   | «Autumn Goodbye»                                    | 03:41    |  |
| 15.   | «...Baby One More Time» (Davidson Ospina Radio Mix) | 03:24    |  |
| 16.   | «...Baby One More Time» (Boy Wunder Radio Mix)      | 03:27    |  |
| 60:54 |                                                     |          |  |

## Rankings de ventas de álbumes

### Semanales
| País              | Lista musical   | Primera semana | Posición de ingreso | Mejor posición | Semanas en la mejor posición | Semanas en la lista musical | Última semana |
| ----------------- | --------------- | -------------- | ------------------- | -------------- | ---------------------------- | --------------------------- | ------------- |
| América           |                 |                |                     |                |                              |                             |               |
| Canadá            | Canadian Albums | 30-01-1999     | 1                   | 1              | 9                            | 47                          | 25-12-1999    |
| Estados Unidos    | Billboard 200   | 30-01-1999     | 1                   | 1              | 6                            | 103                         | 13-01-2001    |
| Europa            |                 |                |                     |                |                              |                             |               |
| Alemania          | Top 50 Albums   | 04-09-1999     | —                   | 1              | 1                            | 90                          | 03-06-2000    |
| Austria           | Top 75 Albums   | 21-03-1999     | 2                   | 2              | 3                            | 44                          | 02-04-2000    |
| Bélgica (Flandes) | Top 50 Albums   | 13-03-1999     | 15                  | 1              | 6                            | 69                          | 22-07-2000    |
| Bélgica (Valonia) | Top 50 Albums   | 27-03-1999     | 28                  | 1              | 3                            | 69                          | 29-07-2000    |
| Finlandia         | Top 40 Albums   | 03-03-1999     | 38                  | 11             | 1                            | 47                          | 03-05-2000    |
| Francia           | Top 100 Albums  | 10-04-1999     | 24                  | 4              | 1                            | 77                          | 26-06-2002    |
| Noruega           | Top 40 Albums   | 02-03-1999     | 36                  | 5              | 1                            | 27                          | 14-03-2000    |
| Países Bajos      | Top 100 Albums  | 27-02-1999     | 63                  | 3              | 1                            | 76                          | 26-08-2000    |
| Reino Unido       | Top 75 Albums   | 20-03-1999     | 8                   | 2              | 1                            | 88                          | 22-01-2005    |
| Suecia            | Top 60 Albums   | 04-03-1999     | 21                  | 10             | 1                            | 42                          | 30-03-2000    |
| Suiza             | Top 100 Albums  | 14-03-1999     | 26                  | 1              | 3                            | 65                          | 11-02-2001    |
| Oceanía           |                 |                |                     |                |                              |                             |               |
| Australia         | Top 50 Albums   | 16-05-1999     | 9                   | 2              | 1                            | 53                          | 14-05-2000    |
| Nueva Zelanda     | Top 50 Albums   | 30-05-1999     | 3                   | 3              | 2                            | 48                          | 04-06-2000    |

| Predecesor: Big Shiny Tunes 3 de Various Artists        | Canadian Albums — Álbum número uno 30 de enero de 1999 — 12 de marzo de 1999 | Sucesor: 1999 Grammy Nominees de Various Artists |
| Predecesor: Flesh of My Flesh, Blood of My Blood de DMX | Billboard 200 — Álbum número uno 30 de enero de 1999 — 5 de febrero de 1999  | Sucesor: Made Man de Silkk the Shocker           |
| Predecesor: Made Man de Silkk the Shocker               | Billboard 200 — Álbum número uno 20 de febrero de 1999 — 12 de marzo de 1999 | Sucesor: Fanmail de TLC                          |
| Predecesor: 1999 Grammy Nominees de Various Artists     | Canadian Albums — Álbum número uno 27 de marzo de 1999 — 9 de abril de 1999  | Sucesor: Sogno de Andrea Bocelli                 |
| Predecesor: Open de Gotthard                            | Top 100 Albums — Álbum número uno 28 de marzo de 1999 — 10 de abril de 1999  | Sucesor: Sogno de Andrea Bocelli                 |
| Predecesor: Fanmail de TLC                              | Billboard 200 — Álbum número uno 10 de abril de 1999 — 23 de abril de 1999   | Sucesor: I Am... de Nas                          |
| Predecesor: Sogno de Andrea Bocelli                     | Canadian Albums — Álbum número uno 17 de abril de 1999 — 23 de abril de 1999 | Sucesor: Come On Over de Shania Twain            |
| Predecesor: Sogno de Andrea Bocelli                     | Top 100 Albums — Álbum número uno 25 de abril de 1999 — 1 de mayo de 1999    | Sucesor: Bury the Hatchet de The Cranberries     |

### Anuales
| País              | Ranking        | Posición |
| ----------------- | -------------- | -------- |
| Europa            |                |          |
| Austria           | Top 50 Albums  | 4        |
| Bélgica (Flandes) | Top 100 Albums | 7        |
| Bélgica (Valonia) | Top 100 Albums | 4        |
| Suiza             | Top 100 Albums | 11       |
| Oceanía           |                |          |
| Australia         | Top 100 Albums | 7        |
| América           |                |          |
| Estados Unidos    | Billboard 200  | 2        |

| País              | Ranking        | Posición |
| ----------------- | -------------- | -------- |
| Europa            |                |          |
| Bélgica (Flandes) | Top 100 Albums | 34       |
| Bélgica (Valonia) | Top 100 Albums | 42       |
| Suiza             | Top 100 Albums | 27       |
| Oceanía           |                |          |
| Australia         | Top 100 Albums | 94       |
| América           |                |          |
| Estados Unidos    | Billboard 200  | 17       |

### Decenales
| País           | Ranking       | Posición |
| -------------- | ------------- | -------- |
| América        |               |          |
| Estados Unidos | Billboard 200 | 81       |

## Certificaciones
| País/Continente | Proveedor      | Año  | Certificación       | Nivel | Simbolización | Ventas certificadas |
| América         |                |      |                     |       |               |                     |
| Argentina       | CAPIF          | 2001 | Multi-Platino       | 3     | 3▲            | 200.000             |
| Brasil          | ABPD           | 2000 | Oro                 | 1     | ●             | 250.000             |
| Canadá          | CRIA           | 1999 | Diamante            | 1     | ♦             | 1.200.000           |
| Estados Unidos  | RIAA           | 2004 | 14× Platino         | 14    | 14▲           | 14.000.000          |
| México          | AMPROFON       | 2000 | Multi-Platino + Oro | 2 + 1 | 2▲ + ●        | 575.000             |
| Asia            |                |      |                     |       |               |                     |
| Japón           | RIAJ           | 2000 | Platino             | 1     | ▲             | 250.000             |
| Europa          |                |      |                     |       |               |                     |
| Alemania        | IFPI Alemania  | 2000 | 5x Oro              | 5     | 5●            | 1.250.000           |
| Austria         | IFPI Austria   | 2002 | Diamante            | 1     | ▲             | 850.000             |
| Bélgica         | BEA            | 1999 | Multi-Platino       | 3     | 3▲            | 350.000             |
| Dinamarca       | IFPI           | 2000 | Multi-Platino       | 2     | 2▲            | 100.000             |
| Europa          | IFPI           | 2000 | Multi-Platino       | 4     | 4▲            | 8.000.000           |
| España          | PROMUSICAE     | 2000 | Multi-Platino       | 3     | 3▲            | 300.000             |
| Finlandia       | IFPI Finlandia | 1999 | Multi-Platino       | 2     | 2▲            | 300.000             |
| Francia         | SNEP           | 2001 | Multi-Platino       | 2     | 2▲            | 850.000             |
| Noruega         | IFPI Noruega   | 2000 | Multi-Platino       | 2     | 2▲            | 150.000             |
| Países Bajos    | NVPI           | 1999 | Diamante            | 3     | 3▲            | 700.000             |
| Polonia         | ZPAV           | 1999 | Multi-Platino       | 7     | 7▲            | 300.000             |
| Portugal        | AFP            | 2000 | Multi-Platino       | 2     | 2▲            | 80.000              |
| Reino Unido     | BPI            | 2013 | Multi-Platino       | 4     | 4▲            | 1.300.000           |
| Suecia          | IFPI Suecia    | 2000 | Multi-Platino       | 2     | 2▲            | 540.000             |
| Suiza           | IFPI Suiza     | 2000 | Multi-Platino       | 2     | 2▲            | 100.000             |
| Oceanía         |                |      |                     |       |               |                     |
| Australia       | ARIA           | 2000 | Multi-Platino       | 4     | 4▲            | 280.000             |
| Nueva Zelanda   | RIANZ          | 2000 | Multi-Platino       | 3     | 3▲            | 220.000             |

## Créditos
|    | Canción                                      | Producción                                | Otros créditos |
| -- | -------------------------------------------- | ----------------------------------------- | --- |
| 1  | «...Baby One More Time»                      | Max Martin & Rami                         | - Escritura: Max Martin - Grabación y mezcla: Max Martin & Rami - Respaldos vocales: Britney Spears, Max Martin & Nana Hedin - Guitarra: Johan Carlberg - Bajo: Tomas Lindberg |
| 2  | «(You Drive Me) Crazy»                       | Per Magnusson, David Kreuger & Max Martin | - Escritura: Jörgen Elofsson, Per Magnusson, David Kreuger & Max Martin |
| 3  | «Sometimes»                                  | Per Magnusson                             | - Escritura y coproducción: Jörgen Elofsson |
| 4  | «Soda Pop»                                   | Eric Foster White                         | - Escritura: Eric Foster White & Mikey Bassie - Arreglos: Eric Foster White - Grabación y mezcla: Eric Foster White & Chris Trevett - Teclado, bajo y voz: Mikey Bassie - Guitarra eléctrica: Andrew Mcintyre - Guitarra acústica: Dan Petty - Teclado: Doug Petty - Programación de tambor: Jimmy Bralower - Respaldos vocales: Britney Spears & Mikey Bassie |
| 5  | «Born to Make You Happy»                     | Kristian Lundin                           | - Escritura: Kristian Lundin & Andreas Carlsson - Teclado y programación: Kristian Lundin - Guitarra: Esbjörn Öhrwall - Respaldos vocales: Andreas Carlsson & Nana Hedin |
| 6  | «From the Bottom of My Broken Heart»         | Eric Foster White                         | - Escritura, arreglos, teclado y programación: Eric Foster White - Grabación y mezcla: Eric Foster White & Chris Trevett - Bajo: Andy Hess - Guitarras acústica y eléctrica: Dan Petty - Respaldos vocales: Britney Spears, Aleese Simmons, Don Philip & Andrew Fromm                                                                                          |
| 7  | «I Will Be There»                            | Max Martin & Rami                         | - Escritura: Max Martin & Andreas Carlsson - Mezcla: Max Martin & Rami - Asistente de ingeniería en los Battery Studios: Charles McCrorey - Bajo: Tomas Lindberg - Respaldos vocales: Jeanette Söderholm & Andreas Carlsson |
| 8  | «I Will Still Love You» duet with Don Philip | Eric Foster White                         | - Escritura, arreglos, teclado, programación de tambor, guitarra eléctrica y bajo: Eric Foster White - Grabación y mezcla: Eric Foster White, Tim Latham & Chris Trevett - Guitarra acústica: Dan Petty - Voz y respaldos vocales: Britney Spears & Don Philip                                                                                                 |
| 9  | «Thinkin' About You»                         | Eric Foster White                         | - Escritura: Mikey Bassie & Eric Foster White - Arreglos, programación de tambor y bajo: Eric Foster White - Grabación y mezcla: Eric Foster White & Chris Trevett - Guitarras acústica y eléctrica: Dan Petty - Teclado: Eric Foster White & Doug Petty - Respaldos vocales: Britney Spears                                                                   |
| 10 | «E-Mail My Heart»                            | Eric Foster White                         | - Escritura, arreglos, teclado, programación de tambor y bajo: Eric Foster White - Grabación y mezcla: Eric Foster White & Chris Trevett - Guitarras acústica y eléctrica: Dan Petty - Respaldos vocales: Britney Spears & Nikki Gregoroff |
| 11 | «The Beat Goes on»                           | Eric Foster White                         | - Escritura: Sonny Bono - Lírica adicional: Eric Foster White - Mezcla y producción adicional: The All Seeing I - Ingenieros en loa Battery Studios: Chris Trevett & Daniel Boom |